# The Jakarta Method
The Jakarta Method: Washington's Anticommunist Crusade and the Mass Murder Program that Shaped Our World is een politiek geschiedenisboek uit 2020 van de Amerikaanse journalist en auteur Vincent Bevins. Het gaat over de steun van de Amerikaanse overheid aan en medeplichtigheid aan anticommunistische massamoorden over de hele wereld en de totale gevolgen daarvan vanaf de Koude Oorlog tot het huidige tijdperk. De titel verwijst naar de Indonesische massamoorden van 1965-66, waarbij naar schatting een miljoen mensen werden vermoord in een poging om de linkse politiek en bewegingen voor overheidshervorming in het land te vernietigen.
Het boek beschrijft vervolgens de daaropvolgende herhalingen van de strategie van massamoord, tegen hervormingsbewegingen van de overheid en economische hervormingsbewegingen in Latijns-Amerika, Azië en elders. De moordpartijen in Indonesië door de door de Amerikanen gesteunde Indonesische strijdkrachten waren zo succesvol in het uitroeien van de linkse en economische hervormingsbewegingen dat de term "Jakarta" later werd gebruikt om te verwijzen naar de genocidale aspecten van soortgelijke latere plannen die door andere autoritaire kapitalistische regimes met de hulp van de Verenigde Staten werden uitgevoerd.

## Receptie
Volgens de literaire recensie aggregator Lit Hub kreeg het boek overwegend "rave" recensies.
In de LSE Review of Books prijst Thomas Kingston The Jakarta Method als een uitstekend boek, goed onderzocht en strak geschreven, dat "gebeurtenissen weet samen te voegen die vaak relatief onbekend waren buiten academische of activistische kringen." Hij zegt dat hij weliswaar bekend is met de Indonesische massamoorden van 1965-66, maar dat hij "hun echo's en invloed over de hele wereld" niet heeft overwogen totdat hij dit boek las, wat betekent dat het waarschijnlijk informatief en verhelderend zou zijn voor de meeste lezers, en niet door mogelijke critici kan worden afgedaan als simpelweg "een anti-Amerikaanse tirade." Kingston merkt op dat Bevins tegen het einde van het boek een goed voorbeeld geeft van hoe het bijna onmogelijk zou zijn om een echt evenwichtig verslag te schrijven van deze vreselijke gebeurtenissen wanneer hij een van de Indonesische overlevenden vraagt "Hoe hebben we [de Koude Oorlog] gewonnen?", die antwoordt: "Jullie hebben ons vermoord."
Daniel Larison schrijft voor The American Conservative dat The Jakarta Method "uitzonderlijk" is in zijn "onpartijdige, zakelijke" lezing van de geschiedenis die aspecten van de Amerikaanse geschiedenis onthult die verloren zijn gegaan in het huidige geheugen van de Koude Oorlog. Larison prijst hoe Bevins de verslagen van individuele overlevenden verbindt met de gebeurtenissen die tientallen miljoenen mensen troffen en meer dan een miljoen mensen het leven kostten, waardoor deze belangrijke gebeurtenissen op maatschappelijk niveau klinken. Larison prijst Bevins verder voor het effectief "traceren van het gebruik van de tactieken" buiten Indonesië zelf, door te onderzoeken hoe deze historische gebeurtenissen ontstonden in de context van internationale betrekkingen, latere anticommunistische dictaturen in Latijns-Amerika beïnvloedden en het sociale en politieke landschap vandaag de dag nog steeds vormgeven.
Grace Blakeley en Jacob Sugarman hebben beiden The Jakarta Method gerecenseerd voor het socialistische tijdschrift Jacobin. Blakeley zegt dat The Jakarta Method de betrokkenheid van de Verenigde Staten bij de Indonesische genocide beter uitlegt dan bijna elk ander document over de gebeurtenissen. Ze schrijft dat het boek uitblinkt in het traceren van hoe de patronen van de genocide in Indonesië doorwerkten in toekomstige anticommunistische acties in andere landen in de daaropvolgende jaren. Sugarman zegt: "Als polemiek is The Jakarta Method nooit minder dan gewetensvol en overtuigend, maar Bevins' boek neemt echt een vlucht als een werk van verhalende journalistiek, waarbij de geschiedenis van Amerika's gewelddadige inmenging in Zuidoost-Azië en Latijns-Amerika wordt getraceerd door de verhalen van degenen die het wreed heeft behandeld".
Glenn Greenwald van The Intercept zei dat The Jakarta Method niet alleen documenteert hoe door de CIA gesponsorde massamoorden in Indonesië dienden als een model voor "clandestiene CIA-inmengingscampagnes" in talloze andere landen in Azië en Latijns-Amerika om de Beweging van Niet-Gebonden Landen te vernietigen, maar ook hoe "het huiveringwekkende succes van die moreel groteske campagne ertoe leidde dat deze nauwelijks werd besproken in het Amerikaanse discours." Hij voegt eraan toe dat het boek "een van de beste, meest informatieve en meest verhelderende geschiedenissen tot nu toe biedt van dit agentschap en de manier waarop het de werkelijke, in plaats van de propagandistische, Amerikaanse rol in de wereld heeft gevormd."
The Jakarta Method werd geprezen als "scherp" en "krachtig" in de Boston Review door Stuart Schrader, assistent-onderzoeksprofessor in sociologie aan de Johns Hopkins University, die zegt dat het "de rol van de Amerikaanse overheid documenteert in het bevorderen van systematische massamoord over de hele wereld - van Zuidoost-Azië tot Zuid-Amerika - in naam van de strijd tegen het communisme." Hij merkt op dat Bevins "bijzonder geschikt is om deze erfenissen te onderzoeken" als journalist die vloeiend Indonesisch en Portugees spreekt, en schrijft:
Naast het interviewen van overlevenden en het vastleggen van hun strijd, put Bevins uit de laatste historische studie over de "wereldwijde Koude Oorlog", die, in tegenstelling tot de naam, hete, gewelddadige conflicten in Azië, Afrika en Latijns-Amerika met zich meebracht. Hij vertaalt de bevindingen van complexe wetenschappelijke verslagen in vlot en leesbaar, hoewel vaak hartverscheurend, proza.
Leo Schwartz schrijft voor de Los Angeles Review of Books dat The Jakarta Method een ‘vernietigende kritiek is op de Amerikaanse hypocrisie tijdens de Koude Oorlog, en een treurige hypothese over hoe de wereld eruit had kunnen zien als bewegingen uit de Derde Wereld succesvol waren geweest.’
Tenny Kristiana van de Waseda Universiteit schrijft dat ‘Bevins, door de slachtoffers een stem te geven, zich verzet tegen een ‘geschiedenis geschreven door de overwinnaars’ en probeert een al lang bestaande onevenwichtigheid in de geschiedschrijving over de Koude Oorlog te corrigeren.’
Kirkus Reviews prees het boek en beschreef het als ‘een goed afgebakende opgraving van nog een duistere hoek van de Amerikaanse geschiedenis.’
Gideon Rachman van de Financial Times nam het boek op in zijn lijst van de beste politieke boeken van 2020.